# Jarzé-Villages
Jarzé-Villages es una comuna nueva francesa situada en el departamento de Maine y Loira, de la región de Países del Loira.

## Historia
Fue creada el 1 de enero de 2016, en aplicación de una resolución del prefecto de Maine y Loira de 18 de diciembre de 2015 con la unión de las comunas de Beauvau, Chaumont-d'Anjou, Jarzé y Lué-en-Baugeois, pasando a estar el ayuntamiento en la antigua comuna de Jarzé.

## Demografía
| Gráfica de evolución demográfica de Jarzé-Villages entre 1800 y 2013 |
|                                                                      |

Los datos entre 1800 y 2013 son el resultado de sumar los parciales de las cuatro comunas que forman la nueva comuna de Jarzé-Villages, cuyos datos se han cogido de 1800 a 1999, para las comunas de Beauvau, Chaumont-d'Anjou, Jarzé y Lué-en-Baugeois de la página francesa EHESS/Cassini. Los demás datos se han cogido de la página del INSEE.

## Composición
| Comuna delegada  | Código INSEE | Población (2013) | Superficie (km²) | Densidad (hab./km²) |
| ---------------- | ------------ | ---------------- | ---------------- | ------------------- |
| Beauvau          | 49025        | 266              | 7.98             | 33                  |
| Chaumont-d'Anjou | 49084        | 282              | 11.98            | 24                  |
| Jarzé            | 49163        | 1839             | 33.12            | 56                  |
| Lué-en-Baugeois  | 49185        | 335              | 7.42             | 45                  |